# John W. Schaum
John Wesley  Schaum (geb. 27. Januar 1905 in Milwaukee; gest. 18. Juli 1988 ebenda) war ein US-amerikanischer Pianist, Komponist und Klavierpädagoge. Er veröffentlichte mehrere Klavierschulen und Reihen pädagogischer Klavierwerke.  Es gibt zahlreiche Arrangements von ihm.

## Leben
Schaum studierte am Milwaukee State Teachers College an der Marquette University – der Katholischen Jesuiten-Universität in Milwaukee – und erhielt dort 1931 seinen Bachelor of Music. Anschließend studierte er an der Northwestern University in Evanston (Illinois) und erhielt 1934 seinen Master of Music.
In seiner Heimatstadt gründete er eine Klavierschule und veröffentlichte zahlreiche Klavierlehrwerke, auch für Erwachsene. Er arbeitete auch als Musiklehrer an verschiedenen öffentlichen Schulen.
Seine dreibändige Spielstücke-Sammlung Rhythm & Blues for Piano (Bosworth) gilt als ein Klassiker der Klavierpädagogik. Sie enthält kleine, leicht gesetzte Stücke (mit bandweise aufsteigendem Schwierigkeitsgrad), wobei der Schwerpunkt auf Rhythmik und Synkopierung liegt.
Zahlreiche Werke wurden von ihm arrangiert und ausgearbeitet. 

## Veröffentlichungen (Auswahl)
- Rhythm & Blues for Piano. Bosworth (3 Bände)
- Left hand solos: classical themes[1]
- Latin American Music für Klavier oder Orgel. (Piano). Setting: Piano: Country, Folk & World. Length: 24 pages. Publisher: Music Sales. Item number: BOE3536. ISMN: 9783920127620
- Rund um die Welt in allen Tonarten: für Klavier. Bosworth Edition
- Fingerkraft. Bosworth Edition
- Jazz Jamboree. Bosworth Edition BoE 3706
- The Boogie Book. Warner Bros Publications, 2001, ISBN 0757905668
- Klavierschule für Erwachsene
- Wir musizieren am Klavier (5 Hefte)
- Czerny durch alle Tonarten
- Burgmüller-Schaum, Book One (Op. 100) (von Johann Friedrich Burgmüller, John W. Schaum)
- Schaum Piano Course